# Bridport (Vermont)
Bridport es un pueblo ubicado en el condado de Addison en el estado estadounidense de Vermont. En el año 2010 tenía una población de 1.218 habitantes y una densidad poblacional de 10,17 personas por km².

## Geografía
Bridport se encuentra ubicada en las coordenadas 43°59′05″N 73°18′55″O / 43.98472, -73.31528.

## Demografía
Según la Oficina del Censo en 2000 los ingresos medios por hogar en la localidad eran de $44.531, y los ingresos medios por familia eran $48.542. Los hombres tenían unos ingresos medios de $28.839 frente a los $23.950 para las mujeres. La renta per cápita para la localidad era de $19.720. Alrededor del 6,9% de la población estaban por debajo del umbral de pobreza.